# Halecomorphi
Gli alecomorfi (Halecomorphi) sono un gruppo di pesci ossei, attualmente rappresentati dalla sola amia (Amia calva). I più antichi resti fossili di alecomorfi risalgono al Triassico inferiore (circa 251 milioni di anni fa), e la maggior parte delle forme appartenenti a questo gruppo vissero nel corso dell'era Mesozoica.

## Descrizione
Solitamente gli alecomorfi presentano un corpo allungato e snello e una dentatura costituita da denti aguzzi e potenti. I membri di questo gruppo sono lunghi da pochi centimetri a oltre due metri; possiedono una combinazione di caratteristiche ancestrali, come le scaglie notevolmente mineralizzate, e di caratteristiche "moderne", soprattutto nella struttura del cranio (ad esempio la posizione e la forma dei preopercoli). In ogni caso, tutti gli alecomorfi condividono alcune caratteristiche, come un tipo unico di articolazione delle fauci in cui partecipano l'osso quadrato e il symplectrum, una pinna dorsale dalla base ampia, due vertebre biconcave per segmento nella parte posteriore del corpo (una condizione nota come diplospondilia) e una disposizione a ventaglio delle piccole ossa (note come ipurali) della pinna caudale.

## Classificazione
Il gruppo Halecomorphi venne descritto per la prima volta da Edward Drinker Cope nel 1872. Attualmente, gli alecomorfi sono considerati un clade facente parte dei Neopterygii. L'unico alecomorfo vivente è l'amia (Amia calva), ma vi sono numerose specie estinte classificate in varie famiglie e ordini. Generalmente negli alecomorfi vengono inclusi gli ordini estinti dei parasemionotiformi e degli ionoscopiformi, oltre a quello degli amiiformi. Il gruppo comprende però anche forme di incerta collocazione sistematica, come Panxianichthys, Cipactlichthys o Eoeugnathus. 
La stessa posizione sistematica degli alecomorfi all'interno degli attinotterigi non è tuttora chiara, e vi sono due ipotesi contrastanti. La prima propone che gli alecomorfi siano il sister group dei teleostei (il gruppo di pesci ossei più diffuso attualmente) all'interno di un gruppo più grande noto come Halecostomi (Patterson, 1973). La seconda ipotesi, quella più classica, li vede raggruppati insieme ai Ginglymodi (rappresentati attualmente dai lucci alligatore) all'interno del gruppo degli Holostei. Per lungo tempo quest'ultima ipotesi è sembrata obsoleta, ma ricerche più recenti (Grande e Bemis, 1998; Lopez-Arbarello, 2012) l'hanno riportata in auge.
- Halecomorphi
  - Amiiformes
  - Ionoscopiformes
  - Panxianichthyiformes
  - Parasemionotiformes
  - Cipactlichthys
  - Eoeugnathus
  - Cerinichthys
  - Prosantichthys